# التدخل العسكري الأمريكي في ليبيا (2015–2019)
```
 نفذت الولايات المتحدة وحلفاؤها سلسلة كبيرة من الضربات الجوية وضربات الطائرات بدون طيار منذ نوفمبر 2015 لمساعدة ليبيا في صراعها ضد وجود 
داعش
 والجماعات المسلحة في المنطقة.
```

## العمليات العسكرية ضد داعش
في 13 نوفمبر 2015 شنت الولايات المتحدة غارة جوية في مدينة درنة شرق ليبيا حيث استهدفت طائرتان مقاتلتان أمريكيتان من طراز F-15 القيادي البارز في تنظيم داعش أبو نبيل الأنباري في الغارة الجوية التي كان يعتبر أكبر قائد لداعش في ليبيا. في يناير / كانون الثاني 2016 أكد فصيل داعش الليبي وفاة أبو نبيل في تأبين له.
يدرس مسؤولو الإدارة خطة حملات جديدة على ليبيا من شأنها أن تعمق التدخل العسكري والدبلوماسي للولايات المتحدة على جبهة أخرى ضد تنظيم داعش. تعمل الولايات المتحدة وحلفاؤها على زيادة رحلات الاستطلاع وجمع المعلومات الاستخبارية هناك - وحتى الاستعداد للغارات الجوية والغارات المحتملة ووفقًا لمسؤولين أمريكيين كبار. التقت قوات العمليات الخاصة بمجموعات ليبية مختلفة خلال الأشهر الماضية للتنسيق معها ولاتخاذ إجراء محتمل ضد تنظيم داعش.
في 19 فبراير 2016 نفذت الطائرات الحربية الأمريكية غارة جوية على عدة أهداف لداعش في ليبيا وضربت معسكر تدريب لداعش وقتلت قائد في التنظيم وكان معسكر التدريب بالقرب من مدينة صبراتة غرب ليبيا وكان يتواجد 60 شخصًا في المعسكر وقت الضربة الجوية حيث قُتل أكثر من 40 شخصًا وأصيب بعضهم بجروح وبعضهم أصيبوا اصابات حرجة. في 14 فبراير 2016 قدم مجلس معين من الأمم المتحدة مجلس وزراء ليبيًا جديدًا من 18 عضوًا في مدينة الصخيرات المغربية بعد أسابيع من رفض تشكيلة سابقة. ويتعين على البرلمان المعترف به دولياً إقرار حكومة الوحدة الجديدة. إذا تمت الموافقة يمكن لحكومة الوحدة الجديدة أن تسعى في نهاية المطاف إلى تدخل عسكري دولي ضد متطرفي تنظيم داعش الذين استغلوا الفراغ السياسي في البلاد منذ عام 2014.
في 1 أغسطس / آب 2016 نفذت الطائرات الأمريكية بدون طيار غارات جوية على أهداف داعش في ليبيا استجابةً لطلب الحكومة المدعومة من الأمم المتحدة للمساعدة في دفع المتشددين من معقلهم السابق في سرت (حيث بقي عدة مئات من مقاتلي تنظيم داعش) فيما يصف المسؤولون في الولايات المتحدة بأنها بداية حملة متواصلة ضد الجماعة المتطرفة في المدينة. وأذن الرئيس باراك أوباما بالغارات الجوية بعد توصية من وزير الدفاع الأمريكي آش كارتر. أصابت الغارات دبابة لتنظيم داعش وسيارتين محملتان بالأسلحة تشكلان تهديدًا للقوات المتحالفة مع حكومة الوفاق الوطني الليبي. كانت هذه هي الضربة الجوية الأمريكية الثالثة ضد مقاتلي تنظيم داعش في ليبيا لكن هذه المرة قال المسؤولون الأمريكيون إنها تمثل بداية لحملة جوية مستمرة بدلاً من غارة معزولة أخرى وستستمر الضربات الجوية الأمريكية في استهداف تنظيم داعش في سرت لتمكين الجيش الوطني من إحراز تقدم حاسم واستراتيجي. أشرفت القيادة العسكرية الأمريكية في إفريقيا AFRICOM على الجهود الأمريكية والتي كانت تُعرف باسم عملية (برق أوديسا). أجرت طائرات ايه في 8 بي هارير الثانية الغارات الجوية وكانت الطائرات تنطلق من مواقع غير معلنة. استمرت الغارات الجوية وفي 2 أغسطس / آب أصابت الغارات الجوية قاذفة صواريخ وحفارة وشاحنة صغيرة مزودة ببندقية عديمة الارتداد وفي 3 أغسطس / آب قصفت غارات جوية شاحنة صغيرة محملة ببندقية عديمة الارتداد؛ بحلول 9 أغسطس / آب أجرت الولايات المتحدة 28 غارة ضد داعش في ليبيا مع أكثر من نصف الغارات التي نفذت بواسطة طائرات بدون طيار. بحلول 16 أغسطس / آب قصفت الغارات الجوية الأمريكية سيارة مفخخة لتنظيم داعش و 4 مواقع في سرت مما رفع عدد الغارات الجوية الأمريكية في ليبيا إلى 48. في 17 أغسطس أعلن مسؤولو القيادة الأمريكية الإفريقية في 16 أغسطس / آب عن غارات جوية على أهداف تنظيم داعش في سرت قصفت 7 مواقع للقتال، وأربعة صواريخ محمولة على مركبات وشاحنة صغيرة واحدة مزودة ببندقية عديمة الارتداد و 12 موقعًا للتنظيم وواحدة من مواقع القيادة والسيطرة العسكرية لداعش وبذلك يصل العدد الإجمالي للغارات الجوية لدعم عملية برق أوديسا إلى 57. في 22 أغسطس ذكرت ستارز آند سترايبز أن طائرات الهليكوبتر الأمريكية من طراز إيه إتش-1 سوبر كوبرا شاركت في ضربات ضد مقاتلي تنظيم داعش في سرت يومي 20 و 21 أغسطس؛ ووفرت مجموعة صغيرة من القوات الخاصة الأمريكية في سرت معظم معلومات الاستهداف للغارات الجوية التي نقلت بعد ذلك إلى القوات الأمريكية عبر القوات الحكومية الليبية. في 31 أغسطس ذكرت ستارز أند سترايبس أن الجيش الأمريكي شن 104 غارات جوية ضد أهداف تنظيم داعش في ليبيا في أغسطس.
في 22 سبتمبر تباطأت وتيرة الضربات الجوية الأمريكية ضد مقاتلي تنظيم داعش في ليبيا في شهر سبتمبر حيث تقلص عدد المسلحين المتحصنين في قسم يصعب استهدافه في سرت وقد نفذت الولايات المتحدة 50 غارة جوية ضد أهداف داعش في سبتمبر مقارنة بـ 108 في أغسطس مع بقاء حوالي 200 مسلح. في 28 سبتمبر ذكرت قناة فوكس نيوز أنه اعتبارا من 26 سبتمبر قامت طائرات مشاة البحرية الأمريكية من طراز هارير والطائرات الهليكوبتر الهجومية وكذلك الطائرات بدون طيار بعدد 175 غارة جوية ضد تنظيم داعش في ليبيا وفقا لقيادة العسكرية الأمريكية في إفريقيا AFRICOM. وفقًا لمسؤول أمريكي قُدر عدد مقاتلي تنظيم داعش في سرت بـ أقل من 100 مسلح وأن تنظيم داعش موجود في ثلاثة أحياء فقط.
في 2 أكتوبر / تشرين الأول قامت الولايات المتحدة بعدد 20 غارة جوية ليصل العدد الإجمالي للضربات إلى 200 غارة في ليبيا: حيث تم قصف مركز للقيادة والسيطرة وحوالي 70 موقعًا من مواقع داعش وعدة مواقع أخرى في أكثر أيام القصف شدة منذ العملية. بدأت وفقا لبيانات قيادة العسكرية الأمريكية في إفريقيا AFRICOM. كانت الضربات دعما لهجوم من القوات البرية المتحالفة مع الحكومة الليبية المدعومة دوليا. في 11 أكتوبر / تشرين الأول شنت الولايات المتحدة 51 غارة جوية على أهداف داعش في ليبيا ولا سيما في مدينة سرت وما حولها ما بين 7 و 10 أكتوبر / تشرين الأول واصفة إياها بأنها من بين أعنف القصف منذ بدء العملية؛ وبذلك يصل العدد الإجمالي للغارات الجوية الأمريكية في ليبيا إلى 261. في 17 أكتوبر ذكرت قناة فوكس نيوز أن الغارات الجوية الأمريكية ضد داعش في ليبيا تضاعفت في أقل من شهر (ليصل عدد الغارات الجوية إلى 324). في 21 أكتوبر 2016 تم نشر سفينة يو إس إس سان أنطونيو في البحر الأبيض المتوسط كجزء من عملية برق أوديسا لتحل محل السفينة يو إس إس واسب في دورها ضد تنظيم داعش.
في 4 نوفمبر 2016 ذكرت قناة فوكس نيوز أن الجيش الأمريكي أنهى حملته لقصف تنظيم داعش في سرت بعد ثلاثة أشهر من الغارات الجوية على مدار الساعة نفذ الجيش الأمريكي ما مجموعه 367 غارة جوية منذ 1 أغسطس 2016. وفقًا للمسؤولين لم تحدث أي غارات جوية أمريكية منذ 31 أكتوبر وتلقت الوحدات المشاركة في العملية أوامر في 1 نوفمبر من قيادة العسكرية الأمريكية في إفريقيا AFRICOM لإنهاء الغارات الجوية الهجومية. وقال مسؤول دفاعي كبير إن الجيش الأمريكي «سيواصل تقديم الدعم العسكري إلى الجيش الوطني. . . في الأراضي التي يسيطر عليها تنظيم داعش في سرت والتي تبلغ مساحتها بضع مئات من الأمتار المربعة. وسوف يستمر في التنسيق مع قيادة الجيش الوطنى الليبى حول الدعم الإضافي الذي قد يحتاجون إليه للمضي قدماً بما في ذلك الضربات الجوية.» 
تم تحرير سرت من قبل قوات الجيش الوطني في أوائل ديسمبر. في 20 كانون الأول / ديسمبر 2016، قالت قيادة العسكرية الأمريكية في إفريقيا AFRICOM أنها نفذت 495 غارة جوية على مركبات مقاتلة ومواقع في سرت معقل داعش السابق. وانتهت عملية برق أوديسا في 19 ديسمبر بعد إعلان الحكومة الليبية عن إنهاء العمليات العسكرية الهجومية في سرت.
في 18 كانون الثاني / يناير 2017 قصفت قاذفتان من طراز B-2 تابعة للقوات الجوية الأمريكية وطائرة بدون طيار من طراز ريبر معسكرين لتنظيم داعش على بعد 28 ميلاً جنوب سرت مما أسفر عن مقتل أكثر من 80 من مقاتلي داعش. تم إطلاق القاذفتين من قاعدة ويتمان للقوات الجوية في ميسوري، ذهابا وإيابا لمدة 34 ساعة للقيام بالهجمات. أسقطت الطائرة B-2 أكثر من 100 قنبلة موجهة بواسطة نظام تحديد المواقع العالمي (GPS) على المعسكرين وبعد ذلك قامت طائرة ريبر بدون طيار من قاعدة سيغونيلا الجوية البحرية في صقلية باستطلاع المنطقة. ووصف أحد المسؤولين الضربات الجوية بأنها حققت «نجاح كبير» حيث قتل أكثر من 80 مقاتلاً من تنظيم داعش كما صرح أحد مسؤولي مكافحة الإرهاب لقناة ABC News بأنه «لا يوجد أي ناجين» في المعسكرين المستهدفين. هرب العديد من مقاتلي داعش من معسكراتهم في سرت خلال المعركة وفقًا لمسؤول آخر. وقال بيتر كوك السكرتير الصحفي للبنتاجون في بيان إن مقاتلي داعش فروا إلى المخيمات الصحراوية النائية «من أجل إعادة التنظيم ويشكلون تهديدًا أمنيًا لليبيا والمنطقة والمصالح القومية الأمريكية». وافق الرئيس أوباما على الغارات الجوية ونُفذت بالتنسيق مع الجيش الوطني كانوا يعتبرون هذا امتدادًا لعملية برق أوديسا. وقال وزير الدفاع الأمريكي آش كارتر إن المستهدفين كانوا «يخططون بنشاط» لهجمات في أوروبا. أفادت شبكة إن بي سي نيوز في وقت لاحق أن عدد مقاتلي داعش الذين قتلوا قد تم تعديله إلى 90. قال مسؤول دفاعي أمريكي «أن هذا كان أكبر تواجد لداعش في ليبيا» «ولقد تم تحييدهم إلى حد كبير ولكني متردد في القول إنهم قد تم القضاء عليهم تمامًا في ليبيا».
في 22 سبتمبر 2017 أجرت الولايات المتحدة 6 غارات جوية بطائرات بدون طيار على معسكر لتنظيم داعش على بعد 150 ميل جنوب شرق سرت مما أسفر عن مقتل 17 من مقاتلي داعش وتدمير ثلاث مركبات. ذكرت القيادة العسكرية الأمريكية في إفريقيا AFRICOM أن الضربات وقعت «بالتنسيق مع حكومة الوفاق الوطني الليبي والقوات المتحالفة معها» وأن «داعش كان يستخدم المعسكر لنقل المقاتلين داخل وخارج البلاد؛ وتخزين الأسلحة والمعدات؛ والتخطيط لشن هجمات». . كانت الضربات أول مرة تنفذ فيها غارات جوية في البلاد تحت إدارة دونالد ترامب.

### افعال أخرى
يراقب الجيش الأمريكي عن كثب تحركات تنظيم داعش في ليبيا وانتقلت فرق صغيرة من الأفراد العسكريين الأمريكيين إلى داخل وخارج البلاد على مدار أشهر. وتتواجد القوات البريطانية البريطانية والفرنسية والإيطالية والأردنية وكذلك سلاح الجو الملكي البريطاني أيضًا في ليبيا للمساعدة في المراقبة الجوية ورسم الخرائط وجمع المعلومات الاستخبارية في عدة مدن بما في ذلك بنغازي في الشرق والزنتان في الغرب وفقًا للمسؤولين العسكريين الليبيين الذين كانوا ينسقون معهم. كما تقوم القوات البريطانية والأمريكية الخاصة بعمليات جمع المعلومات الاستخباراتية حول سرت.
منذ بداية عام 2016 ترافق القوات البريطانية الخاصة فرق من عملاء الاستخبارات البريطانية (MI6) للقاء مسؤولين ليبيين وتنظيم توريد الأسلحة والتدريب للجيش الليبي والميليشيات التي تقاتل تنظيم داعش. في 27 فبراير 2016 أفادت صحيفة التلجراف أن القوات البريطانية الخاصة انتشرت إلى جانب نظرائها الأمريكيين في مدينة مصراتة لمنع تنظيم داعش من التقدم أكثر ودورها الرئيسي هو تقديم التدريب التكتيكي للميليشيات المحلية وبناء جيش لمحاربة تنظيم داعش. في مايو 2016 أفيد بأن القوات البريطانية الخاصة قد شاركت في القتال في الجبهة ضد داعش في ليبيا ومن أهم مشاركتهم على وجه الخصوص قاموا بتدمير سيارتين مفخختين لداعش كانوا يستهدفون المقاتلين الليبيين. في 12 مايو عند جسر الشداده على بعد 50 ميلاً إلى الجنوب من مصراتة حيث أدى اقتراب السيارة المفخخة إلى فرار القوات الليبية من الذعر وتدخلت القوات البريطانية الخاصة ودمرت السيارة بصاروخ موجه مضاد للدروع. وهناك ما يقدر بنحو عشرة من القوات الخاصة الأمريكية تعمل خارج قاعدة بالقرب من مصراتة وكانت تعمل بالقرب من طرابلس.
في خطة تم الكشف عنها في أواخر عام 2015 كانت بريطانيا تعرض على الحكومة الليبية تدريب 1000 جندي كجزء من تدريب 5000 جندي مع إيطاليا وتجهيزهم بالأسلحة والمعدات اللازمة بدلاً من المشاركة في القتال في الخطوط الأمامية. بالإضافة إلى ذلك أعلن وزير الدفاع البريطاني مايكل فالون أن بريطانيا سترسل 20 جنديًا من لواء المشاة الرابع إلى تونس للمساعدة في منع مقاتلي داعش من الانتقال من ليبيا إلى تونس.
في يونيو 2016 أفيد بأن مقاتلي داعش كانوا يتراجعون عن سرت وأن بعض المقاتلين قصوا لحاهم وشعرهم الطويل ليختلطوا بالمدنيين مع اندفاع مقاتلي الميليشيات المتحالفة مع حكومة الوفاق الوطنى إلى المدينة بالدبابات والشاحنات المسلحة. ومعظم الميليشيات يأتى من مصراتة وهي تشكل القوة القتالية الرئيسية لحكومة الوفاق الوطنى التي توسطت فيها الأمم المتحدة والموجودة في طرابلس منذ العام الماضي. في 11 يونيو ذكرت هيئة الإذاعة البريطانية أن القوات الليبية تدعي أنها استعادت السيطرة على جزء من سرت بعد قتال عنيف مع مسلحين من تنظيم داعش. في يوليو / تموز 2016 قال الأمين العام للأمم المتحدة بان كي مون إن مقاتلي داعش في ليبيا يواجهون «إمكانية واضحة» للهزيمة في معقلهم الأخير ومن المرجح أن ينتشروا في أماكن أخرى من البلاد والمنطقة؛  في بداية عام 2016 كان يُعتقد أن تنظيم داعش لديها أكثر من 5000 مقاتل في ليبيا  وبحلول 9 أغسطس بقي 350 مقاتلاً فقط من داعش في ليبيا سرت. وقد تورطت القوات الخاصة الأمريكية والبريطانية في معركة سرت: حيث كانت القوات الأمريكية تعمل انطلاقًا من مركز عمليات مشترك في ضواحي المدينة وكان دورها مقصورًا على دعم قوات حكومة الوفاق الوطنى وتقديم الدعم المباشر على أرض الواقع. في 22 سبتمبر ذكرت ستارز آند سترايبس أنه منذ بدء المعركة لاستعادة سرت من قبل القوات الليبية فر العديد من مقالتي داعش من المدينة «بحثًا عن الاختباء بين السكان، أو الانتقال إلى مدن ليبية أخرى أو محاولة مغادرة ليبيا تمامًا».

## الغارة الجوية علي درنة
في 15 نوفمبر 2015 شنت الولايات المتحدة غارة جوية علي مدينة درنة بليبيا مما أدى إلى مقتل القيادي البارز في داعش أبو نبيل الأنباري. كان أبو نبيل يقود عمليات في العراق إلى جانب تنظيم القاعدة في العراق من 2004 إلى 2010. وكانت هذه المرة الأولى التي يستخدم فيها عمل عسكري أمريكي ضد داعش خارج سوريا والعراق. وكان هذا متزامنًا مع معركة درنة التي كانت تقوم بها القوات المسلحة الليبية التابعة الحكومة الليبية المؤقتة.

## الغارات الجوية في فبراير
في 19 فبراير 2016 أجرت الولايات المتحدة سلسلة كبيرة من الغارات على في صبراتة. قالت الولايات المتحدة إنها استهدفت معسكرات تدريب لتنظيم داعش. وأسفرت الضربة عن مقتل نور الدين شوشان وهو مواطن تونسي تم اتهامه بالتخخطيط لخجمات ارهابية في تونس بسبب صلاته بهجمات سوسة 2015 في تونس. أصدر البنتاجون في وقت لاحق بيانًا يقول فيه إن النية كانت إضعاف فرص دتنظيم اعش في مواصلة بناء معسكرات تدريب جديدة والقدرة على تجنيد أعضاء جدد.

## عملية برق أوديسا
في 2 أغسطس 2016 أصدر البنتاجون بيانًا مفاده أن الولايات المتحدة ستبدأ في التعاون مع حكومة الوفاق الوطني الليبي في محاولة لتحرير مدينة سرت من مقاتلي داعش الذين استولوا على المدينة في مارس 2015. أكدت الولايات المتحدة أن ذلك تم بناءً على طلب الحكومة الليبية وأنه كان من الضروري تمكين القوات الليبية من الحصول على مزايا إستراتيجية للهجوم. وبدأت العمليات قبل يوم واحد من الإعلان بضربات جوية دقيقة على سرت.
واصلت الولايات المتحدة الغارات الجوية والدعم العسكري من أغسطس إلى ديسمبر.
في الأصل كانت القوات الليبية تقود الهجوم في حين كان القصف مقدم من طائرات ايه في 8 بي هارير الثانية الأمريكية وطائرات الهليكوبتر الهجومية معاقل المتشددين داخل المدينة. ومع ذلك وفقًا للقادة الميدانيين الأمريكيين أصبحت قوات الجيش الوطني «غارقة» في محاولة لدخول سرت وأصبحت في أمس الحاجة إلى دعم أكبر. منحت الولايات المتحدة إذن للطائرات المقاتلة باستخدام ضربات الأسلحة الدفاعية ضد المسلحين.
في 6 ديسمبر 2016 قامت القوات الليبية بتحرير مدينة سرت رسميًا.

## الضربات الجوية يناير 2017
في 1-2 كانون الثاني / يناير 2017 هاجمت الولايات المتحدة معسكرات تدريب لتنظيم داعش على بعد 25 ميلاً جنوب غرب سرت وكانت الضربات تهدف إلى استهداف كبار الأعضاء والمتآمرين الخارجيين.

## الجدول الزمني للعمليات

### 2015
- 13 نوفمبر - الضربة الجوية الأمريكية في درنة تقتل القيادي البارز في داعش أبو نبيل الأنباري.

### 2016
- 19 شباط / فبراير - مقتل 43 إلى 49 من مقاتلي داعش في غارات جوية.[51]

بدء عملية برق أوديسا
- 1 أغسطس - استهدفت غارة جوية أمريكية دبابة T-72 ودبابة T-55 وسيارتي دعم عسكري وقطعتين من المعدات الهندسية الثقيلة. وضربت موقع للعدو أيضا.
- 2 أغسطس - استهدفت غارة جوية أمريكية شاحنة صغيرة مثبت عليها بندقية عديمة الارتداد إلى جانب معدات ثقيلة.
- 3 أغسطس - استهدفت غارة جوية أمريكية شاحنة بيك آب مثبت عليها بندقية عديمة الارتداد.[58]
- من 4 إلى 2 أغسطس - تم اسنهداف شاحنات في غارة جوية.[59]
- 6-2 أغسطس - تم استهداف مواقع قتالية للتنظيم.
- 7-3 آب / أغسطس - تم تدمير شاحنات دعم وإمداد للتنظيم.
- 8-11 أغسطس - استهدفت مواقع قتالية للتنظيم وكذلك شاحنة واحدة.
- 9 أغسطس - استهدفت شاحنة واحدة تابعة للتنظيم.
- 10-5 آب / أغسطس - تم استهداف شاحنات دعم وإمداد تابعة لداعش بما في ذلك سيارة مفخخة بالإضافة إلى 10 مواقع قتالية للتنظيم.
- 11-2 أغسطس / آب - تم استهداف مركبات العدو و 5 مواقع قتالية.
- 13 أغسطس - تم تدمير سيارة لداعش.
- 14-4 أغسطس - استهدفت مواقع قتالية لداعش.
- 15-4 أغسطس - استهدفت مواقع للتنظيم وكذلك شاحنة إمداد واحدة.
- من 16 إلى 6 أغسطس / آب - تم تدمير عدد من المركبات بما في ذلك 4 مركبات مزودة بمتفجرات بدائية الصنع بالإضافة إلى 7 مواقع قتال.
- 5-7 ديسمبر - تم استهداف مواقع قتالية خاصة بالتنظيم.

نهاية عملية برق أوديسا

### 2017
- 18-19 كانون الثاني / يناير - قاذفات القنابل الأمريكية من طراز B-2 تستهدف 80 إلى 90 من المقاتلين التابعين لتنظيم داعش.
- 22-6 غارات على معسكر لتنظيم داعش مما أسفر عن مقتل أكثر من 17 مسلحًا وتدمير 3 مركبات.[60]
- 26 سبتمبر - تم استهداف عدد من مقاتلي داعش خلال الضربات الجوية الدقيقة.
- 17 نوفمبر - غارة جوية واحدة على المسلحين التابعين لتنظيم داعش.[61][62]

### 2018
- 30 مارس - الضربة الجوية الأولى التي نفذت ضد تنظيم القاعدة في بلاد المغرب الإسلامي. واستهدفت الضربة إرهابيين تابعين لتنظيم القاعدة بما في ذلك موسى أبو داود أحد كبار قادة تنظيم القاعدة في بلاد المغرب الإسلامي".[63]

### 2019
- 7 أبريل - أعلن الجيش الأمريكي أنه سحب بعض قواته مؤقتًا من ليبيا في ذلك الوقت بسبب تجدد القتال في الحرب الأهلية هناك.[64]

2020
قصفت قوات الأفريكوم قوات الجيش الليبي في قاعدة الوطية وترهونة.